# Tvättstugor i Sverige

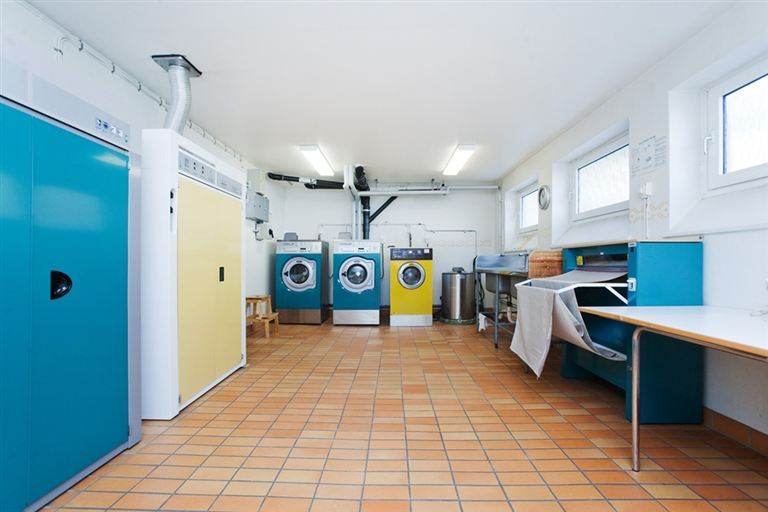
En tvättstuga i ett flerbostadshus i Karlskrona.

I Sverige finns tvättstugor för nästan alla äldre flerbostadshus, något som förekommer i få andra länder. I nybyggda kommunala flerbostadshus och i småhus är det vanligare att tvättmaskin och torktumlare placeras i badrum eller andra tvättutrymmen.
Tvättstugorna är ofta placerade i husens källare, men kan även finnas i fristående byggnader.

## Historia

### 1900–1949
Ännu i början av 1900-talet tvättades all tvätt för hand med tvättbräda och klappträ. Det var ett tungt kroppsarbete. Den första elektriska tvättmaskinen konstruerades 1901 av amerikanen Alva Fischer, men det dröjde innan de fick genomslag på marknaden. När Sverige urbaniserades förekom enkla tvättstugor i bostadshusen redan kring sekelskiftet 1900. Där kokades tvätten i pannor som eldades med ved eller gas. Med denna enkla utrustning tog det ofta flera dagar att tvätta familjens tvätt. Ofta torkades tvätten på vinden. Dessa utrymmen saknade för det mesta uppvärmningsanordning, och på vintern kunde det ta en vecka innan tvätten var torr.

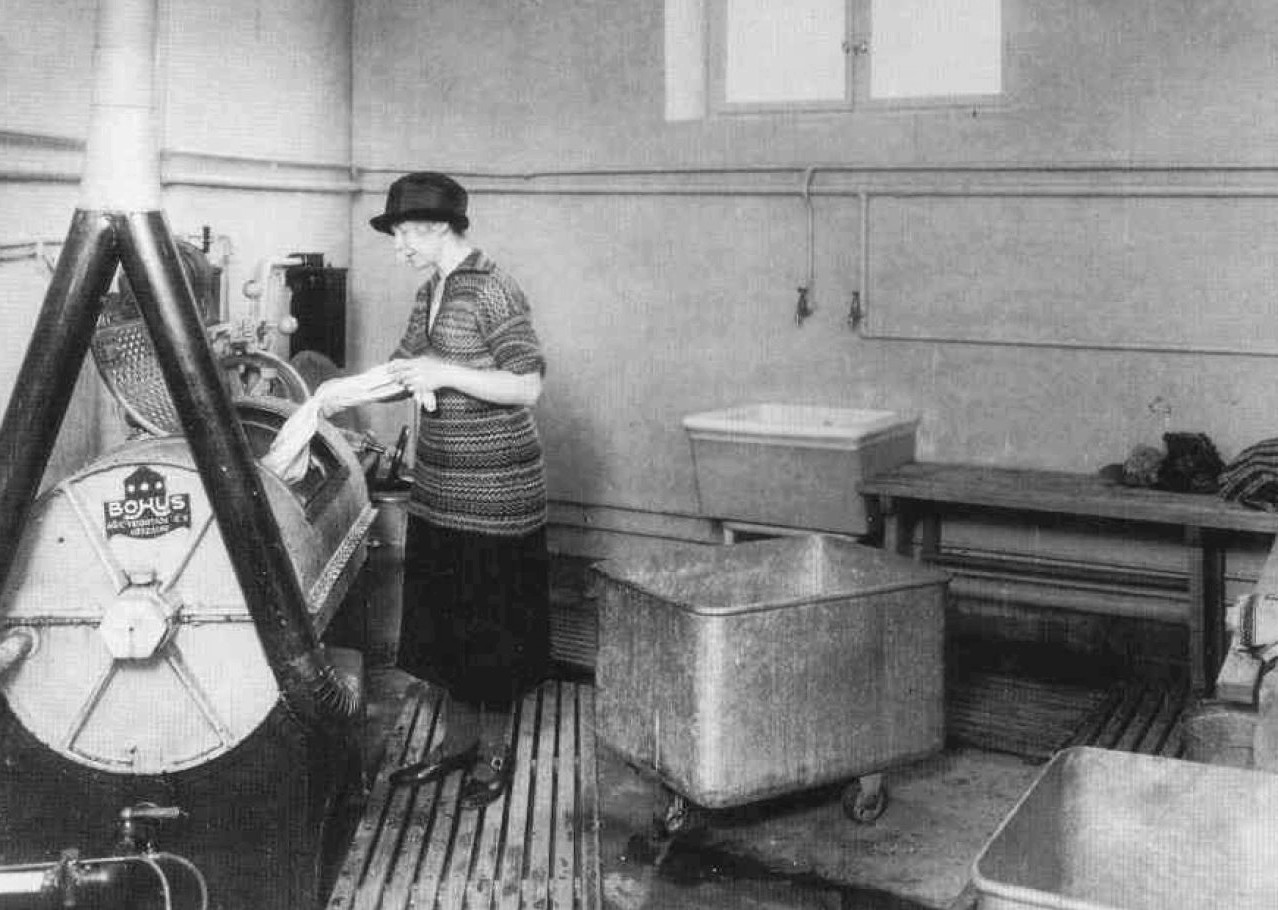
En tvättstuga under 1930-talet.

Bostadskooperationen HSB hade en framträdande roll vad gällde byggandet av moderna bostäder i Sverige under 1900-talets första hälft. Arkitekten Sven Wallander, som ritade många fastigheter åt kooperationen, var en föregångare i strävan att skapa funktionella bostäder och underlätta vardagen för husmödrarna. I området Röda bergen i Stockholm installerades 1925 Sveriges första moderna tvättstuga av HSB. I de tvättstugor som sedan byggdes under de kommande decennierna fanns tvättmaskiner, baljor och sköljbassänger, och med den moderna utrustningen kunde en husmor på en halv dag hinna med den tvätt som tidigare tagit flera dagar, och då också hinna med att torka tvätten.

### 1950–1979
Fortfarande 1950 hade bara 8 procent av de svenska hushållen tillgång till kollektiv tvättstuga, medan 12 procent hade egen tvättmaskin. 70 procent av textilierna tvättades fortfarande för hand. När tvättmaskiner sedan blev vanligare och Kooperativa Förbundet startade tvättomater i de svenska städerna, och några år senare hade 80 procent av hushållen i flerbostadshus tvättmöjligheter.
År 1955 publicerades Bostadskollektiva kommitténs betänkande om tvätt.
År 1956 installerades de första automatiska tvättmaskinerna i kvarteret Malmberget i Västerås, och två år senare, 1958, blev automatiska tvättmaskiner standard. År 1965 hade 90 procent av hushållen i flerbostadshus tillgång till kollektiv tvättstuga. Denna siffra var 1970 uppe i 94 procent.

### 1980–

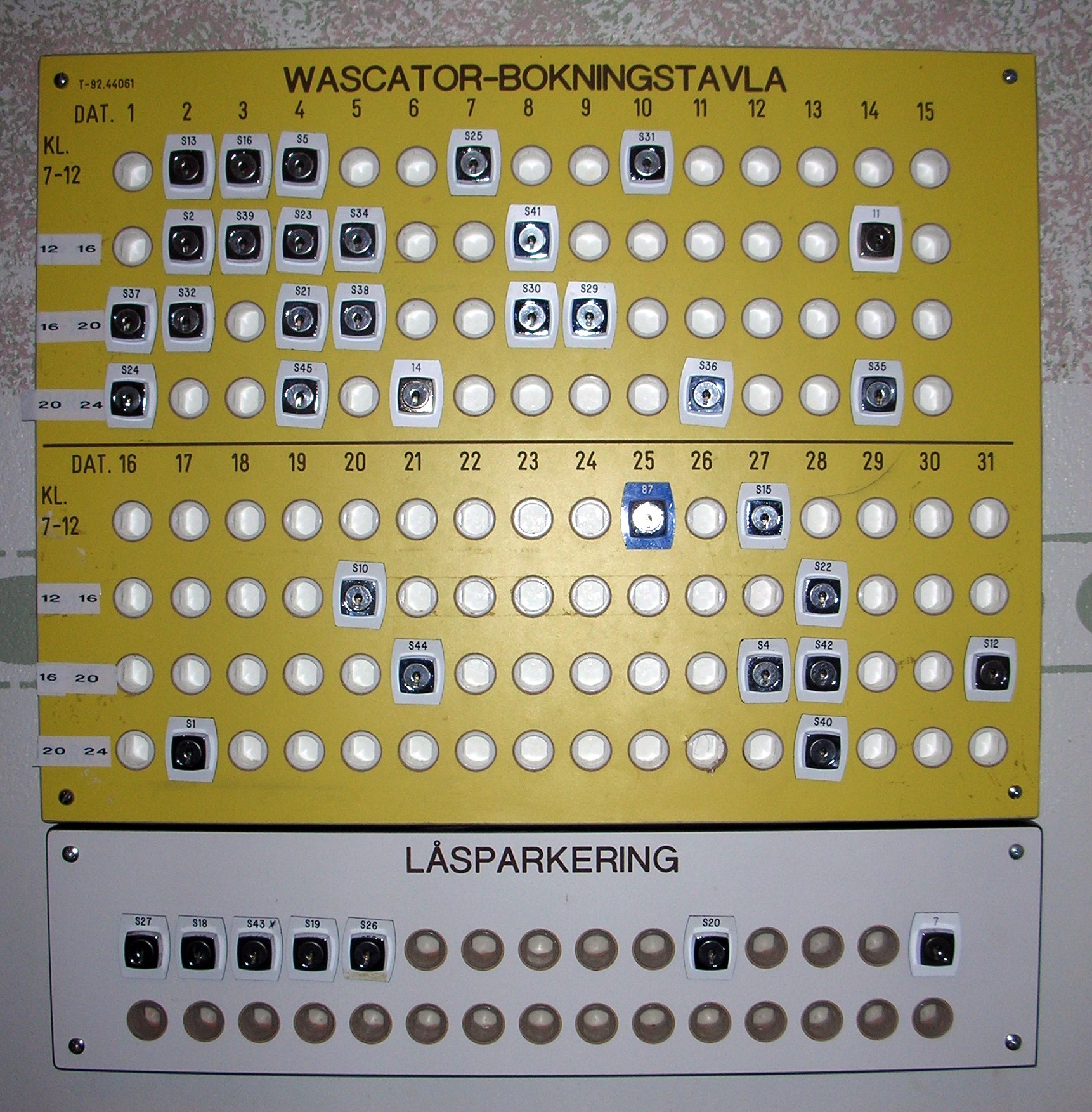
En bokningstavla.

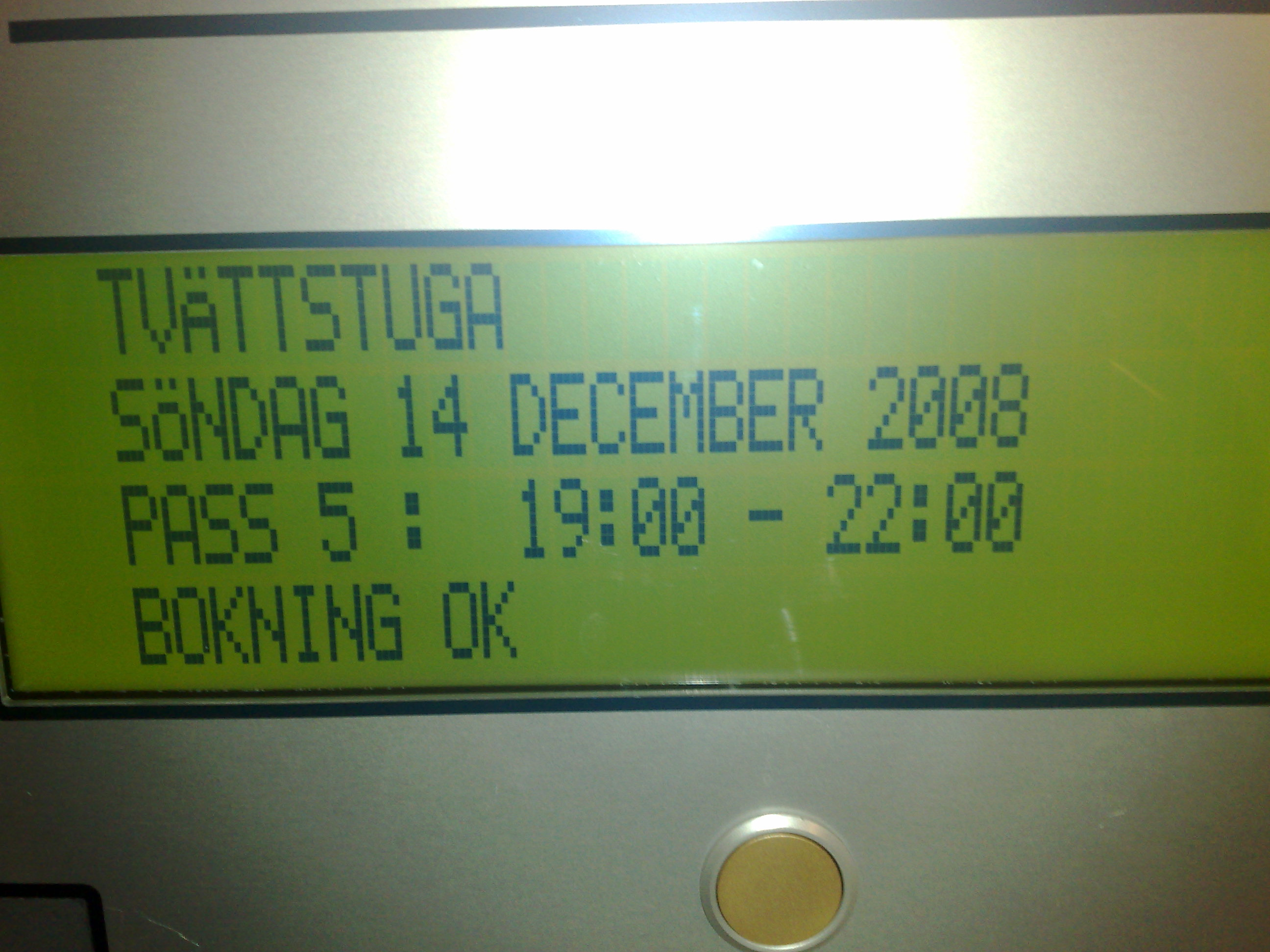
System för digital bokning av tvättid i Solna kommun.

Under 1980-talet infördes bokningstavlor med låscylindrar för att reglera tvättiderna och skapa ett bokningssystem. En del har under 2000-talet ersatts av elektroniska motsvarigheter med elektroniska nycklar eller brickor.
År 2007 tvättade 77 procent av Hyresgästföreningens medlemmar i gemensam tvättstuga enligt medlemstidningen Hem & Hyras undersökning. När Hem & Hyra genomförde samma typ av undersökning 2012 var det 69 procent som använde gemensam tvättstuga.
Enligt Råd & Röns undersökning, publicerad i nummer 3/2017, uppgav 28 av 35 kommunala bostadsbolag att de aldrig eller sällan byggde gemensam tvättstuga. Istället placerade de ut tvättmaskin och torktumlare i badrum, något som kan höja hyran.

## Konflikter i tvättstugan
Tvättstugan är en kollektiv inrättning som delas av samtliga boende i ett flerbostadshus och detta har ibland lett till konflikter. De vanligaste orsakerna till konflikter i tvättstugan är, enligt en undersökning gjord av Hyresgästföreningen 2009, följande:
- 1: Tvätt- och torktider
- 2: Städning
- 3: Bokningssystemet
- 4: Ludd i torktumlaren
- 5: Hot och påhopp
- 6: Andra skäl
- 7: Stulen tvätt

Vid dessa konflikter har det förekommit att boende skrivit arga lappar som satts upp i bostadshuset till allmän beskådan eller lämnats i brevinkastet eller fastighetsboxen till den som misstänks vara skyldig till att bryta mot skrivna eller oskrivna ordningsrutiner. Det har ofta skapat en upptrappning av konflikter, snarare än löst dem. Hyresgästföreningens förbundsjurist Johan Mirtorp avråder starkt till att skriva arga lappar och rekommenderar att man istället pratar vänligt med den som är skyldig, eller att man kontaktar hyresvärden.

## Tvättstugan i kulturen
Ett flertal filmer och pjäser utspelar sig i tvättstugor. Dessutom är tvättstugan ett vanligt återkommande tema i sociala medier på internet, till exempel Facebook och olika bloggar.
Utställningen Tvättstugan visades på Nordiska museet i Stockholm 6 november 2009–7 mars 2010.